# Micrathena schenkeli
Micrathena schenkeli là một loài nhện trong họ Araneidae.
Loài này thuộc chi Micrathena. Micrathena schenkeli được Cândido Firmino de Mello-Leitão miêu tả năm 1939.